# Tore Ekholm
Tore Ekholm, född 7 februari 1925 i Brännkyrka församling i Stockholm, död 27 augusti 2012 i Sankt Matteus församling i Stockholm, var en svensk fotograf.

## Biografi
Ekholm växte upp på Södermalm i Stockholm. Han fick omkring 1945 anställning på bildbyrån BM-bild, där han sålde bilder och bar kamerautrustning åt fotograferna. Våren 1945 fick han sina egna första uppdrag som pressfotograf. Han fick en flygande start när han bevakade en fotbollsmatch mellan Hagalund och Hallstahammar där en bild på Hagalunds målvakt "Baljan" Wård i action dagen efter publicerades i sju dagstidningar.
Ekholm for världen runt som pressfotograf under 45 år, alltid beredd med kameran, i synnerhet vid idrottsevenemang. Han bevakade 14 olympiska vinter- och sommarspel.
Han blev uppmärksammad runt om i världen för när han vid OS i Mexico City 1968 lyckades fånga Bob Beamons rekordhopp på 8,90 m i en svit bilder som sändes ut över hela världen. År 1991 utkom hans memoarbok Elefantbegravningen. I februari 1995 anordnade Riksidrottsmuseum en utställning av Ekholms arbeten med titeln "Bilden med stort B och andra idrottsfotografier av Tore Ekholm". Han är gravsatt på Norra begravningsplatsen utanför Stockholm.

### Medverkan som fotograf
- Berg, Ulla; Lindahl-Sturzenbecker Gerola, Orrensjö Ewa (1969). Balans på bom. Bjästa: Cewe. Libris 750903
- Berg, Ulla; Ljunggren Stina, Webjörn Vanja (1971). Vi tränar hopp. Sollentuna: Skrivrit. Libris 1231640
- Berg, Ulla; Ljunggren Stina, Webjörn Vanja (1972). Vi tränar linor, räck och ringar ... Sollentuna: Skrivrit. Libris 1231643
- Berg, Ulla; Webjörn Vanja, Ljunggren Stina (1974). Vi tränar hopp. Stockholm: Esselte Studium. Libris 7225776. ISBN 912425665X
- Berg, Ulla; Ljunggren Stina, Webjörn Vanja, Ekholm Tore, Hägg Harald (1976). Vi tränar linor, räck och ringar.. ([Ny uppl.]). Stockholm: Esselte Studium. Libris 7225886. ISBN 9124266019